# Andy Marriott
Andrew Marriott (Sutton-in-Ashfield, Inglaterra, 11 de octubre de 1970) es un exfutbolista galés. Jugó de portero y siendo su gran equipo el Wrexham FC de Gales.

## Trayectoria
Marriott nació en Sutton-in-Ashfield. Comenzó su carrera como aprendiz con el Arsenal FC en abril de 1987, se hizo profesional en octubre de 1988. Sin embargo, nunca se hizo el primer equipo en Highbury, uniéndose Nottingham Forest en junio de 1989 por un precio de £ 50.000. Él fue enviado pronto a préstamo por Brian Clough a ganar un poco de experiencia del primer equipo, fichar por el West Bromwich Albion en septiembre de 1989. Hizo su debut en la Liga de Fútbol con Albion en la victoria por 3-1 ante el Leicester City, el 9 de septiembre. Más tarde esa temporada había cedido con el Blackburn Rovers y el Colchester United. Él fue cedido también a Burnley FC en agosto de 1991. Marriott jugó en la final de la Copa de Liga 1992, que el Forest perdió 1-0 ante el Manchester United. Después de 13 partidos del primer equipo en el Forest, se trasladó a Wrexham FC, en octubre de 1993, por un precio de £ 200.000.
Él era un habitual en los próximos cinco años en el Racecourse Ground, jugando más de 250 veces, y ganó cinco veces internacional galés, antes de unirse a Sunderland AFC por £ 200.000 en agosto de 1998. Él no pudo establecerse en Sunderland sin embargo, y se creó para unir Cardiff City en septiembre de 2000. Una cuota de £ 300.000 se había acordado entre los dos clubes, pero Marriott decidimos alojarnos en Sunderland tras no llegar a un acuerdo con los términos personales Cardiff. Una nueva ronda de negociaciones de ese mismo mes no pudo persuadirlo para ir al Sur de Gales. Se unió a Wigan Athletic a préstamo en enero de 2001. Otra cesión en 2000-01, esta vez en Barnsley, condujo a un movimiento permanente como agente libre al final de la temporada. Él actuó como representante del club PFA durante su estancia en Oakwell.
En marzo de 2003 se incorporó a Birmingham City por un precio simbólico, como cobertura de porteros tras Vaesen Nico sufrió heridas ligamentos de la rodilla. Se fue al final de la temporada después de solo una apariencia Premiership, una derrota por 2-1 ante el Tottenham Hotspur. Siete minutos después de su debut Blues, Marriott recogido una entrega dócil en la caja y dejó caer el balón en los pies para despejar. Sin embargo, él no pudo ver detrás de él Robbie Keane, que robó el balón y lo hizo rodar en la red. El objetivo fue nombrado como el Gol de la Semana en la página web de BBC Sport, que lo describió como "el objetivo de cheekiest la temporada "y" uno de los Clangers portero de la temporada ". Birmingham, Steve Bruce, dijo que Marriott será" atormentado para siempre "por el error.
En agosto de 2004 se unió a Coventry City en un contrato de mes a mes, pero no se siguió y en septiembre tuvo un juicio con Oldham Athletic. Se mudó a Colchester United con un contrato de un mes en octubre de 2004 como cobertura por Aidan Davison. Al mes siguiente, firmó un contrato de 18 meses con Bury FC. En marzo de 2005 se incorporó a Torquay United, convirtiéndose en el sexto portero del club había utilizado esa temporada. Salvó dos penaltis en una tanda de penaltis de la Copa FA contra el Harrogate Town, antes de convertir el penal de la victoria sí mismo. Al final de la 2005-06 se le ofreció un nuevo contrato en Torquay, pero él la rechazó, en lugar optando a firmar con Boston United en junio. Un año después, tras descenso de categoría doble de Boston a la Conferencia del Norte, regresó a Devon, uniéndose a Exeter City.

## Selección nacional
Fue internacional con la Selección de fútbol de Gales, jugó 5 partidos internacionales.

## Clubes
| Club                 | País       | Año       |
| -------------------- | ---------- | --------- |
| West Bromwich Albion | Inglaterra | 1989      |
| Blackburn Rovers     | Inglaterra | 1990      |
| Colchester United    | Inglaterra | 1990      |
| Burnley FC           | Inglaterra | 1991-1992 |
| Nottingham Forest    | Inglaterra | 1992-1993 |
| Wrexham FC           | Gales      | 1993-1998 |
| Sunderland AFC       | Inglaterra | 1998-2000 |
| Wigan Athletic       | Inglaterra | 2001      |
| Barnsley FC          | Inglaterra | 2001-2003 |
| Birmingham City      | Inglaterra | 2003      |
| SC Beira-Mar         | Portugal   | 2003-2004 |
| Bury FC              | Inglaterra | 2004-2005 |
| Torquay United       | Inglaterra | 2005-2006 |
| Boston United        | Inglaterra | 2006-2007 |
| Exeter City          | Inglaterra | 2007-2011 |

## Palmarés

### Campeonatos nacionales
| Título           | Club              | País       | Año  |
| ---------------- | ----------------- | ---------- | ---- |
| Full Members Cup | Nottingham Forest | Inglaterra | 1992 |
| Copa de Gales    | Wrexham FC        | Gales      | 1995 |